# Storbritanniens ekonomi
Storbritannien är en av världens mest betydande ekonomier, världens 5:e största ekonomi enligt Internationella valutafondens rankinglista från 2020 räknat enligt nominalt BNP.
Landet har en mycket stor finanssektor: London är världens näst största finanscentrum efter New York Servicesektorn i sin helhet står för 79% av BNP 2019.
Energisektorn är även den omfattande, med en andel av BNP på 5 % 2019. Skottland är Västeuropas näst största oljeproducent (efter Norge) och naturgasproducent. 
Jordbrukssektorn står för 0,7% av BNP 2017 och 1,2% av arbetskraften. 
Storbritannien viktigaste handelspartner är: Tyskland, USA, Frankrike och Nederländerna. Dess valuta är pund.

## Turism
Storbritannien är världens 6:e största turistdestination med omkring 24 000 000 turister varje år och 1 800 000 anställda. Den har störst ekonomisk betydelse i London och Cornwall.
| Storbritanniens mest besökta attraktioner (1996) | Storbritanniens mest besökta attraktioner (1996) | Storbritanniens mest besökta attraktioner (1996) | Storbritanniens mest besökta attraktioner (1996) |
| Anläggning                                       | Typ                                              | Plats                                            | Besökare                                         |
| ------------------------------------------------ | ------------------------------------------------ | ------------------------------------------------ | ------------------------------------------------ |
| Blackpool Pleasure Beach                         | Nöjespark                                        | Blackpool                                        | 7 500 000                                        |
| British Museum                                   | Museum                                           | London                                           | 6 230 000                                        |
| Strathclyde Country Park                         | Naturområde                                      | North Lanarkshire                                | 5 500 000                                        |
| National Gallery                                 | Museum                                           | London                                           | 5 000 000                                        |
| Palace Pier                                      | Nöjespark                                        | Brighton                                         | 4 250 000                                        |
| Alton Towers                                     | Nöjespark                                        | Farley, Staffordshire                            | 2 750 000                                        |
| Madame Tussauds                                  | Museum                                           | London                                           | 2 715 000                                        |
| Towern                                           | Historisk byggnad                                | London                                           | 2 540 000                                        |
| Westminster Abbey                                | Historisk byggnad                                | London                                           | 2 500 000                                        |
| Eastbourne Pier                                  | Nöjespark                                        | Eastbourne, East Sussex                          | 2 200 000                                        |

## Ekonomisk utveckling genom historien
England blev i slutet av 1500-talet Europas största sjömakt och koloniserade flera världsdelar. När Indien och delar av Afrika erövrades under 1800-talet växte det brittiska imperiet ännu mer. Den industriella revolutionen gjorde att Storbritannien blev en ekonomisk stormakt. I början av 1900-talet fick ekonomin utstå påfrestningar. Det första världskriget och freden som följde innebar ekonomiska svårigheter och hög arbetslöshet. Det andra världskriget innebar liknande svårigheter och det tog lång tid innan landet återhämtades.
Kol var länge en förutsättning för det brittiska näringslivet. Kolets betydelse har minskat genom åren. Under första världskriget bröts 300 miljoner ton av en miljon gruvarbetare. År 1955 hade det minskat till 90 miljoner ton av 50 000 gruvarbetare.

Industrins betydelse minskade under efterkrigstiden och särskilt efter 1960-talet. Mellan 1960 och 2004 sjönk industrins andel av BNP från 36 % till 26 %. Antalet anställda inom industri sjönk också drastiskt. Den stora arbetslösheten under 1980-talet berodde till stor del p.g.a. förändringarna inom industrin.
Fram till 1950 handlade Storbritannien främst med de länder som nu ingår i Samväldet. Redan innan år 1973 när man gick med i EG hade landets börjat handla mer med Västeuropa och USA.
I mitten av 1970-talet var Storbritannien med och grundade G8 (dåvarande G7), som är en sammanslutning av världens rikaste länder. Man ville lösa de ekonomiska problem som följde då Bretton Woodssystemet upplöstes. Årligen hålls toppmöten där medlemsländernas stats- och regeringschefer samlas. Inga bindande beslut fattas, utan endast gemensamma ståndpunkter och rekommendationer, som kan väga tungt för organisationer som Världsbanken och OECD.

## Ekonomisk utveckling 1990-2020
Storbritannien är idag[när?] världens sjätte största ekonomi. Industrin har minskat alltmer i betydelse, medan servicenäringarna blivit viktigare.
Storbritanniens BNP var år 1990 ca 1 000 miljarder US-dollar och hade år 2010 ökat till ca 2 300 miljarder US-dollar. Landets BNP ökade med 230 % på 20 år. Inflationen har sjunkit från 7 procent år 1990 till 3,1 procent år 2010.
1997-2007 växte Storbritanniens BNP med i genomsnitt cirka 3 procent varje år. Därefter stötte landets ekonomi på problem i form av underskott i statens finanser och en växande statsskuld.  Storbritanniens varuexport minskade betydligt 2008-2009. År 2008 uppgick varuexporten till ca. 470 miljarder US-dollar, men hade sjunkit till ca. 360 miljarder US-dollar. Den ekonomiska tillväxten var stabil under flera år. När finanskrisen drabbade landet 2008 blev den ekonomiska tillväxten negativ under 2008 och 2009. Landets ekonomi återhämtades under 2010. År 2011 uppgick tillväxten endast till 0,7 procent.

Under många år har Storbritannien haft ett underskott i handelsbalansen. Växlingskursen på pundet var länge hög, vilket ledde till att exportvaror från Storbritannien blev dyrare, medan importvarorna blev billigare. Efter den ekonomiska krisen i eurozonen har efterfrågan på brittiska varor sjunkit eftersom pundet förlorar i värde. Underskottet är därför fortfarande högt.
Utländska investeringar har uppmuntrats inom landet. År 2007 var de utländska investeringarna de största i världen. Sedan dess har de minskat, men fortfarande är Storbritannien det land i Europa där utländska företag gör störst investeringar. Det har utvidgats från att i hög grad vara amerikanska, franska och japanska företag, till att även vara bolag från t.ex. Förenade Arabemiraten. En tydlig tendens efter 1985 i Storbritannien är att företag slås ihop och att utländska företag ofta köper upp brittiska.
Storbritannien höll folkomröstning angående landets EU-medlemskap i år 2016.  Mycket kritik riktades  mot den gemensamma valutan, euron, som Storbritannien inte var deltar i.

Det gick relativt bra för industrin under 1980-talet och 1990-talet, som en följd av en modernisering som höjde produktiviteten. Sedan 00-talet har den brittiska industrin haft problem. Det har varit höga omkostnader och låg efterfrågan inte bara inom exporten, utan även inom det egna landet.
Kolets betydelse har länge minskat i landet och 2010 bröts endast 18 miljoner ton kol av 6 000 sysselsatta. År 2011 hade antalet gruvor sjunkit till 40. Minskningen har lett till stora sociala problem. Det har också lett till att Storbritannien har den mest effektiva kolindustrin i Europa. Det är den enda kolindustrin som klarat sig utan bidrag.
Olje- och gasindustrin är väldigt viktig för Storbritannien och har varit det under flera decennier. Den är landets största industrisektor och bidrar med 60 % till landets energibehov. År 2009 var Storbritannien till 80 % självförsörjande på olja.

### Brexit
Storbritannien lämnade EU den 31 januari 2020 (Brexit). Ett nytt handels- och samarbetsavtal blev klart på julafton 2020. Handels- och samarbetsavtalet undertecknades den 30 december 2020, tillämpades provisoriskt från den 1 januari 2021 och trädde i kraft den 1 maj 2021.

## Handelsvaror
Storbritanniens viktigaste exportvaror är maskiner och transportutrustning, kemikalier, läkemedel, olja och andra bränslen. Exporten av whiskey har blivit viktigare och ökade med 40 % mellan 2010 och 2011. Mejerivaror har också blivit viktigare exportvaror. De främsta handelspartnerna är  EU-länder, framförallt Nederländerna och Tyskland. USA är också en viktig handelspartner. En ökande del av landets import kommer från Kina. 
Jordbruksprodukter står för endast 7 % av exporten. Det finns en stor självförsörjning av varor som t.ex. havre, vete, råg, potatis och kött i Storbritannien.
Storbritannien har världens näst största flotta, med ca 6500 båtar, och är en av Europas ledande fiskenationer. På senare år har det skett en nedgång. Det beräknas att den sammanlagda fångsten minskat med 17 % under perioden 2001-2010. Nedgången har politiska orsaker. Man har förlorat rätten till det mer avlägsna djuphavsfisket, t.ex. vid Island. Storbritannien blev tvingat av EU att öppna sitt vatten för andra fiskare, och EU har dessutom infört restriktiva fiskekvoter som måste följas.